# Иериг, Иоганн
Иоганн Иериг (нем. Johann Jährig; 17 марта 1747 года, Геррнгааг, Германия — 15 июня 1795 года, Санкт-Петербург, Российская империя) — немецкий и российский тибетолог, монголовед, этнограф, лингвист, переводчик, картограф, путешественник, естествоиспытатель, ботаник и астролог. 

Первый в мире учёный, составивший грамматику тибетского языка.

## Биография
Иоганн Иериг родился в Геррнгааге (нем. Herrnhaag), ныне район Бюдингена, в семье Иоганна Готтлиба Иерига (нем. Johann Gottlieb Jährig) и Анны Барбары Иериг (нем. Anna Barbara Jährig), в девичестве Стефан (нем. Stephan). 

В молодости работал книгопечатником и печатником по текстилю в Геррнгааге и Барби (Эльба). 

В 1769 г. Иоганн вместе с 38-ю Чешскими братьями переехал из Германии на Волгу и поселился в немецкой колонии Сарепта-на-Волге (близ Царицына).

Позже, будучи автодидактом, Иериг работал под руководством Петера Симона Палласа на Петербургскую Академию Наук. 

Иериг составил «Словарь и грамматику монгольского языка» (нем. «Mongolischer Worterspiegel»), подготовил несколько переводов с тибетского. В 1792 г. написал «Краткий очерк грамматики тибетского языка» (нем. «Anfangsgründe der Tibätischen Schrift und Sprach-lehre»), на 42 года раньше, чем Кёрёши Чома.
Перевёл отрывки из тибетских литературных памятников. 

Занимался изучением быта и языков приволжских народов. Иериг описал историю, нравы, обычаи и методы лечения волжских калмыков. 

Изучая калмыцкие, монгольские, тангутские наречия и древние памятники в районах Астрахани, Оренбурга, Иркутска, Гусиного Озера, Удинска и Кяхты, Иериг собрал огромное количество ценных материалов этнографического и лингвистического характера. Иериг участвовал в различных экспедициях по Сибири, присылал в Петербургскую Академию Наук образцы лекарственных растений, минералов, трав, семян, интереснейшие гербарии, зоологические и географические описания и др. 

Он также был направлен в район реки Селенга для сбора материалов. Во время путешествия Иериг описал и составил подробную карту пути от Тобольска до Кяхты, открыл путь от Селенги до Иркутска с детальными топографическими данными. Позднее Иериг исследовал горные районы Прибайкалья, собрал богатейшую коллекцию растений этого края. 

По поручению иркутского генерал-губернатора написал подробную историю народов, живших в районе Иркутска с древнейших времён до текущего века. Исследовал историю и быт бурят в районе Байкала. 

Долгое время исследователь работал в тяжелейших условиях в дали от цивилизации без какой-либо финансовой поддержки. 

Иериг занимался и астрологией. Он изучил и объяснил суть астрологических исследований индийского происхождения. 

Учёный во время своих путешествий приобретал книги и манускрипты, которыми расширялась библиотека Академии Наук. В 80-х гг. XVIII в. и буддийские собрания Кунсткамеры пополнялись главным образом благодаря Иеригу. Он собирал сакральные изображения и направлял туда оригиналы, а иногда и выполненные своей рукой копии. 

Иоганн Иериг умер утром 15 июня 1795 года в Санкт-Петербурге.

## Премии
В 1791 г. учёному была назначена пожизненная пенсия Петербургской Академии Наук.

## Личная жизнь
Иериг был женат на Софии Ловиц (нем. Sofija Lowitz), дочери Георга Морица Ловица. 

Детей в браке не было.

## Основные произведения
«Краткий очерк грамматики тибетского языка» (нем. «Anfangsgründe der Tibätischen Schrift und Sprach-lehre») (1792) (неопубликован) 

«Словарь и грамматика монгольского языка» (нем. «Mongolischer Worterspiegel») (1783) (неопубликован)